# Ryan Tunnicliffe
Ryan Tunnicliffe (Bury, 30 december 1992) is een Engels voetballer die bij voorkeur als verdedigende middenvelder speelt. Hij tekende in 2023 een contract in Australië bij Adelaide United.

## Clubcarrière
Tunnicliffe werd gescout door Manchester United toen hij negen jaar oud was. Zijn vader wedde toen voor 100 pond dat zijn zoon ooit in het eerste team van Manchester United zou voetballen, en won hiermee in 2012 10.000 pond. Hij doorliep de jeugdacademie en tekende er in december 2009 een professioneel contract.
Op 1 juli 2011 werd Tunnicliffe samen met Scott Wootton voor een half jaar uitgeleend aan Peterborough United. Hij speelde 26 wedstrijden voor Peterborough. Op 26 september 2012 maakte Tunnicliffe zijn debuut voor Manchester United, in een League Cup-duel tegen Newcastle United. Hij verving daarin in de 77e minuut Marnick Vermijl. Zo won z'n vader 10.000 pond, dankzij de weddenschap die hij 10 jaar eerder afsloot.